# Nova Rutveanka, Malîn
Nova Rutveanka (în ucraineană Нова Рутвянка) este un sat în comuna Morozivka din raionul Malîn, regiunea Jîtomîr, Ucraina.

## Demografie
Componența lingvistică a localității Nova Rutveanka
     Ucraineană (94,87%)
     Rusă (2,56%)
     Română (2,56%)
Conform recensământului din 2001, majoritatea populației localității Nova Rutveanka era vorbitoare de ucraineană (94,87%), existând în minoritate și vorbitori de rusă (2,56%) și română (2,56%).